# Jaime Penedo
Jaime Manuel Penedo Cano (Cidade do Panamá, 26 de setembro de 1981) é um ex-futebolista panamenho que atuava como goleiro.

## Títulos
- LA Galaxy

MLS Cup: 2014

## Carreira
No Panamá, onde é o jogador que mais atuou e é considerado um dos jogadores mais importantes, teve relativo destaque defendendo o Árabe Unido. Ainda defenderia o Estudiantes de Panamá Fútbol Club e o Plaza Amador.
Seu desempenho pelo Árabe Unido levou a diretoria do Cagliari a investir em sua contratação. Entretanto, Penedo não foi escalado em nenhum momento. Com isto, foi para o time B do Osasuna, onde jogou 27 partidas. Em 2007, voltou à América Central, mas não para o Panamá, e sim para a Guatemala, para defender o Municipal, clube tradicional daquele país. Nos Rojos, Penedo é um dos destaques, sobretudo graças ao seu reflexo apurado debaixo das traves.
Foi membro da Seleção Panamenha que disputou a Copa Ouro da CONCACAF de 2005. Os Canaleros terminaram em 2° lugar no torneio, vencido pelos Estados Unidos. Como prêmio de consolação, San Penedo recebeu o prêmio de melhor goleiro da competição.

### A "Batalha de Puerto La Cruz"
Em Puerto la Cruz, na Venezuela, o Panamá enfrentaria a Seleção local em um amistoso. Após o gol de empate dos venezuelanos, marcado por Giancarlo Maldonado, Gabriel Cichero segurou a bola e estava comemorando o tento, quando Penedo reagiu tomando a bola violentamente das mãos do zagueiro.
Alejandro Cichero, irmão de Gabriel, observou tudo e partiu para cima do goleiro, despertando a raiva dos demais jogadores panamenhos, que partiram em defesa de seu companheiro de equipe, e também dos venezuelanos, protagonizando uma batalha campal. No final, Gabriel Cichero foi retirado inconsciente do gramado, sendo diagnosticado um edema cerebral. Ele também acabaria sofrendo de amnésia em decorrência da pancada recebida na cabeça. Penedo, que também acabou agredido, pediu desculpas pelo incidente.
Aposentou-se em 2018, aos 38 anos , jogando pelo Dinamo Bucureşti, da Romênia.

## Prêmios Individuais
Seleção Panamenha
- Copa Ouro da CONCACAF: 2005 - BEST XI
- Copa Ouro da CONCACAF: 2005 - Melhor Goleiro